# رون ديفيز (لاعب كرة قدم)
رون ديفيز (بالإنجليزية: Ron Davies)‏ هو لاعب كرة قدم بريطاني، ولد في 21 سبتمبر 1932 في Merthyr Tydfil ‏ في المملكة المتحدة، وتوفي في ديسمبر 2007. لعب مع كارديف سيتي ونادي ألدرشوت ونادي ساوثهامبتون.